# Anisodes aequalipunctata
Anisodes aequalipunctata är en fjärilsart som beskrevs av Paul Dognin 1901. Anisodes aequalipunctata ingår i släktet Anisodes och familjen mätare. Inga underarter finns listade i Catalogue of Life.